# Championnats d'Europe de biathlon 2014
Navigation
Édition précédente Édition suivante
Les championnats d'Europe de biathlon 2014, vingt-et-unième édition des championnats d'Europe de biathlon, ont lieu du 27 janvier au 4 février 2014 à Nové Město na Moravě, en Tchéquie. Ces championnats sont ouverts uniquement aux biathlètes âgés de 26 ans maximum. Des championnats d'Europe junior se déroulent conjointement pour les biathlètes de moins de 21 ans.

## Résultats et podiums

### Hommes
| Épreuves            | Or                                                                      | Argent                                                                                              | Bronze                                                                         |
| ------------------- | ----------------------------------------------------------------------- | --------------------------------------------------------------------------------------------------- | ------------------------------------------------------------------------------ |
| Individuel (20 km)  | Andrejs Rastorgujevs                                                    | Benedikt Doll                                                                                       | Maxim Tsvetkov                                                                 |
| Sprint (10 km)      | Lars Helge Birkeland                                                    | Maxim Tsvetkov                                                                                      | Andrejs Rastorgujevs David Komatz                                              |
| Poursuite (12,5 km) | Maxim Tsvetkov                                                          | Lars Helge Birkeland                                                                                | Anton Babikov                                                                  |
| Relais (4 x 7,5 km) | Autriche- Lorenz Waeger - Michael Reiter - Peter Brunner - David Komatz | Norvège- Kristoffer Skjelvik - Vetle Ravnsborg Gurigard - Erlend Bjøntegaard - Lars Helge Birkeland | Allemagne- Michael Willeitner - Matthias Bischl - Benedikt Doll - Florian Graf |

### Femmes
| Épreuves           | Or                                                                              | Argent                                                                          | Bronze                                                                  |
| ------------------ | ------------------------------------------------------------------------------- | ------------------------------------------------------------------------------- | ----------------------------------------------------------------------- |
| Individuel (15 km) | Audrey Vaillancourt                                                             | Nastassia Kalina                                                                | Iryna Kryuko                                                            |
| Sprint (7,5 km)    | Marte Olsbu                                                                     | Victoria Padial Hernández                                                       | Iana Bondar                                                             |
| Poursuite (10 km)  | Mona Brorsson                                                                   | Victoria Padial Hernández                                                       | Daria Virolaynen                                                        |
| Relais (4 x 6 km)  | Biélorussie- Iryna Kryuko - Ala Talkach - Aksana Shymanovich - Nastassia Kalina | Allemagne- Karolin Horchler - Annika Knoll - Vanessa Hinz - Maren Hammerschmidt | Norvège- Ane Skrove Nossum - Hilde Fenne - Bente Landheim - Marte Olsbu |

### Juniors

#### Hommes
| Épreuves            | Or                    | Argent           | Bronze           |
| ------------------- | --------------------- | ---------------- | ---------------- |
| Individuel (15 km)  | Rene Zahkna           | Ivan Alekhin     | Artem Tyshchenko |
| Sprint (10 km)      | Raman Yaliotnau       | Adam Václavík    | Maikol Demetz    |
| Poursuite (12,5 km) | Alexander Povarnitsyn | Artem Tyshchenko | Adam Václavík    |

#### Femmes
| Épreuves             | Or                  | Argent                | Bronze          |
| -------------------- | ------------------- | --------------------- | --------------- |
| Individuel (12,5 km) | Anastasia Evsyunina | Anastasiya Merkushyna | Lisa Vittozzi   |
| Sprint (7,5 km)      | Tuuli Tomingas      | Svetlana Mironova     | Uliana Kaisheva |
| Poursuite (10 km)    | Svetlana Mironova   | Uliana Kaisheva       | Dunja Zdouc     |

#### Mixte
| Épreuve                        | Or      | Argent | Bronze  |
| ------------------------------ | ------- | ------ | ------- |
| Relais (2 x 6 km + 2 x 7,5 km) | Ukraine | Russie | Estonie |